# Straßenbahn Charkiw
Die Straßenbahn Charkiw ist ein Straßenbahnbetrieb in der ukrainischen Stadt Charkiw (russisch Charkow) mit einer Spurweite von 1524 mm. Sie zählt somit zu den Breitspurbahnen. 

## Geschichte
Der Vorläufer der Straßenbahn war die am 24. September 1892 eröffnete Pferdestraßenbahn. Sie wurde von einer privaten belgischen Firma betrieben und lief unter der Bezeichnung Société anonyme belge des tramways de Kharkoff. Sie verkehrte bis 1918 zwischen dem Bahnhof und dem Zentrum der Stadt,  parallel zur Straßenbahn. 1906 wurde die erste Linie, damals noch mit einer Spurweite von 1000 Millimetern, eröffnet. Nach der Oktoberrevolution wurde die Pferdebahn enteignet und in den folgenden Jahren umgespurt und elektrifiziert. Das Netz der meterspurigen Straßenbahn wuchs bis in die 1920er-Jahre auf über 65 Kilometer an. In den Jahren 1927 bis 1930 wurde dieses Netz auf 1524 Millimeter umgespurt. Die Strecken wurden in den folgenden Jahrzehnten immer weiter ausgedehnt und hatten in den 1980er Jahren ihre maximale Ausdehnung mit 230 Kilometern erreicht. Auf diesen Strecken verkehrten 31 Linien mit rund 600 Fahrzeugen.
Nach dem Zerfall der Sowjetunion verschlechterte sich die Betriebslage rapide. Aufgrund der katastrophalen Finanzlage, die Einnahmen aus dem Fahrscheinverkauf fielen praktisch aus, konnte das Netz nicht instand gehalten werden. Auch an die Anschaffung von neuen Fahrzeugen war nicht zu denken. Um die Bahn zu retten, ging sie in den Besitz der Stadt über und wurde ein Teil der Stadtwerke.
Trotz der guten Auslastung der Fahrzeuge, täglich werden rund eine Million Fahrgäste befördert, ist die Zukunft der Bahnen ungewiss. Dies liegt hauptsächlich an der schwierigen finanziellen Lage der Bahn. Durch die Einnahmen ist die Bahn gerade in der Lage, die laufenden Betriebskosten zu erwirtschaften. Geld für den Unterhalt des Netzes oder für Neuanschaffungen von Wagen steht so gut wie nicht zur Verfügung. 
Ende 2016 konnte eine große Anzahl gebrauchter Tatra T3 sowie einige Tatra T6A5 aus Prag übernommen werden.
Der Oberbau befindet sich mit Stand April 2017 überwiegend in schlechtem, teilweise in desolatem Zustand.

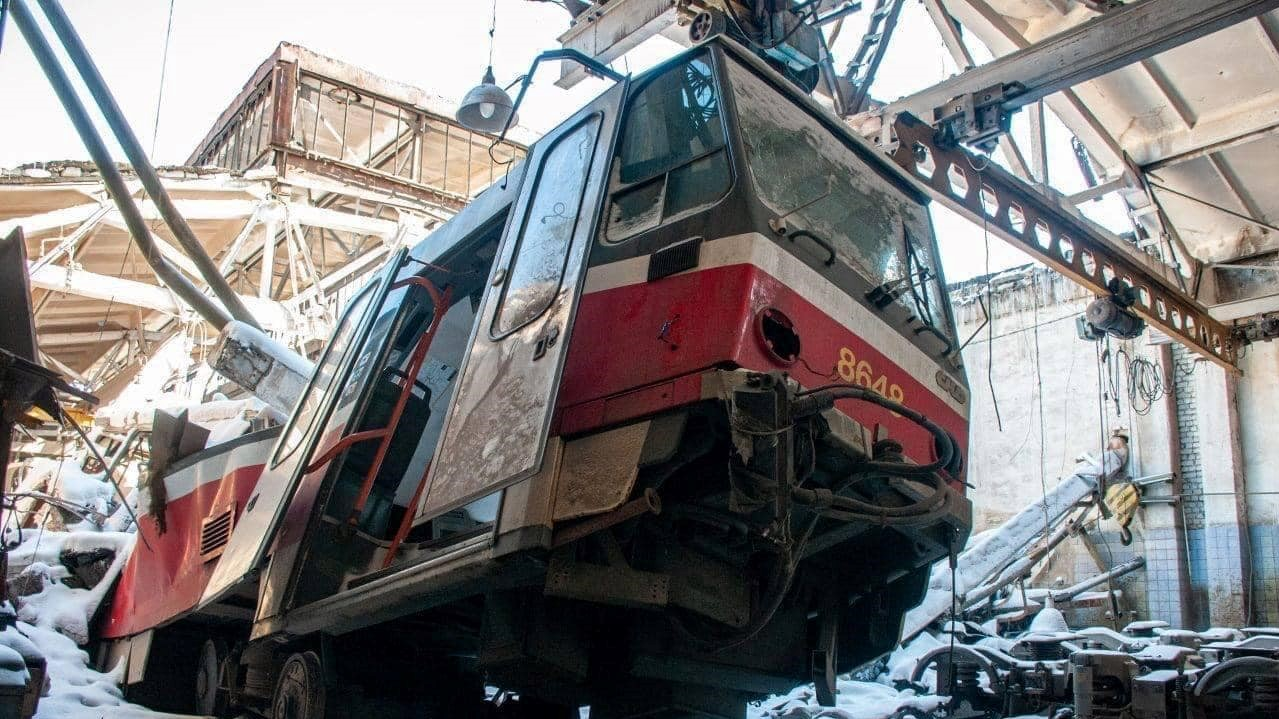
Zerstörtes Depot in Charkiw

Während des Russischen Überfalls auf die Ukraine 2022 wurde das Straßenbahndepot im Nordosten der Stadt durch Beschuss schwer beschädigt. 